# Aéroport international Montréal-Mirabel
Pour les articles homonymes, voir Aéroport de Montréal et Mirabel.
L'aéroport international Montréal-Mirabel (code IATA : YMX • code OACI : CYMX) est situé à Mirabel, dans la banlieue de Montréal, dans la province de Québec, au Canada. Issu d'un plan de développement aéroportuaire de la région de Montréal par le gouvernement fédéral canadien de la fin des années 1960, il a été victime de la crise pétrolière des années 1970 et de la concurrence de l'aéroport de Toronto.
Originellement destiné à devenir le principal aéroport de la région, considéré souvent aujourd'hui comme un éléphant blanc, il n'était plus en 2008 qu'au 42e rang d'activité des aéroports canadiens, n'étant plus utilisé que pour le fret aérien et, plus récemment, par des écoles de pilotage et des compagnies aériennes régionales. Avant 2013, il était le seul aéroport canadien ne recevant pas de passagers faisant partie du réseau national des aéroports. Ne servant plus au service passager, l'aérogare a cependant été démolie fin 2014 sans que cela affecte l'activité de l'aéroport.
Aujourd'hui, les installations de Bombardier aéronautique et Airbus (CRJ 700 et 900, Airbus A220) de même que plusieurs sociétés liées à la construction ou l'entretien d'avions (L3 Comm, Mecachrome, TurboMeca) et, depuis 2010, le Centre aéronautique de Mirabel de Pratt & Whitney Canada se trouvent sur le site même de l'aéroport international Montréal-Mirabel.
De plus, l'aéroport se trouve à proximité des installations de Bell Helicopter Textron, de CAE ainsi que celles de Messier-Dowty (groupe Safran), fabricant de trains d'atterrissage. En 2013, trois nouvelles sociétés spécialisées dans l'aéronautique ont décidé de venir s'y implanter. Une d'entre elles, fabricant européen de fuselages d'aéronef, aura son usine d'assemblage à proximité des pistes.

## Situation

### Carte des aéroports du Réseau National du Canada
| \| 300 km1:20 691 000 \| Calgary Charlottetown Edmonton Fredericton Gander Moncton Halifax Iqaluit Kelowna London Montréal–Mirabel Montréal–Trudeau Ottawa Prince George Québec Regina Saint-Jean Saskatoon Saint-Jean de T.-N. Thunder Bay Toronto Pearson Vancouver Victoria Whitehorse Winnipeg Yellowknife |
| 300 km1:20 691 000 |

## Historique

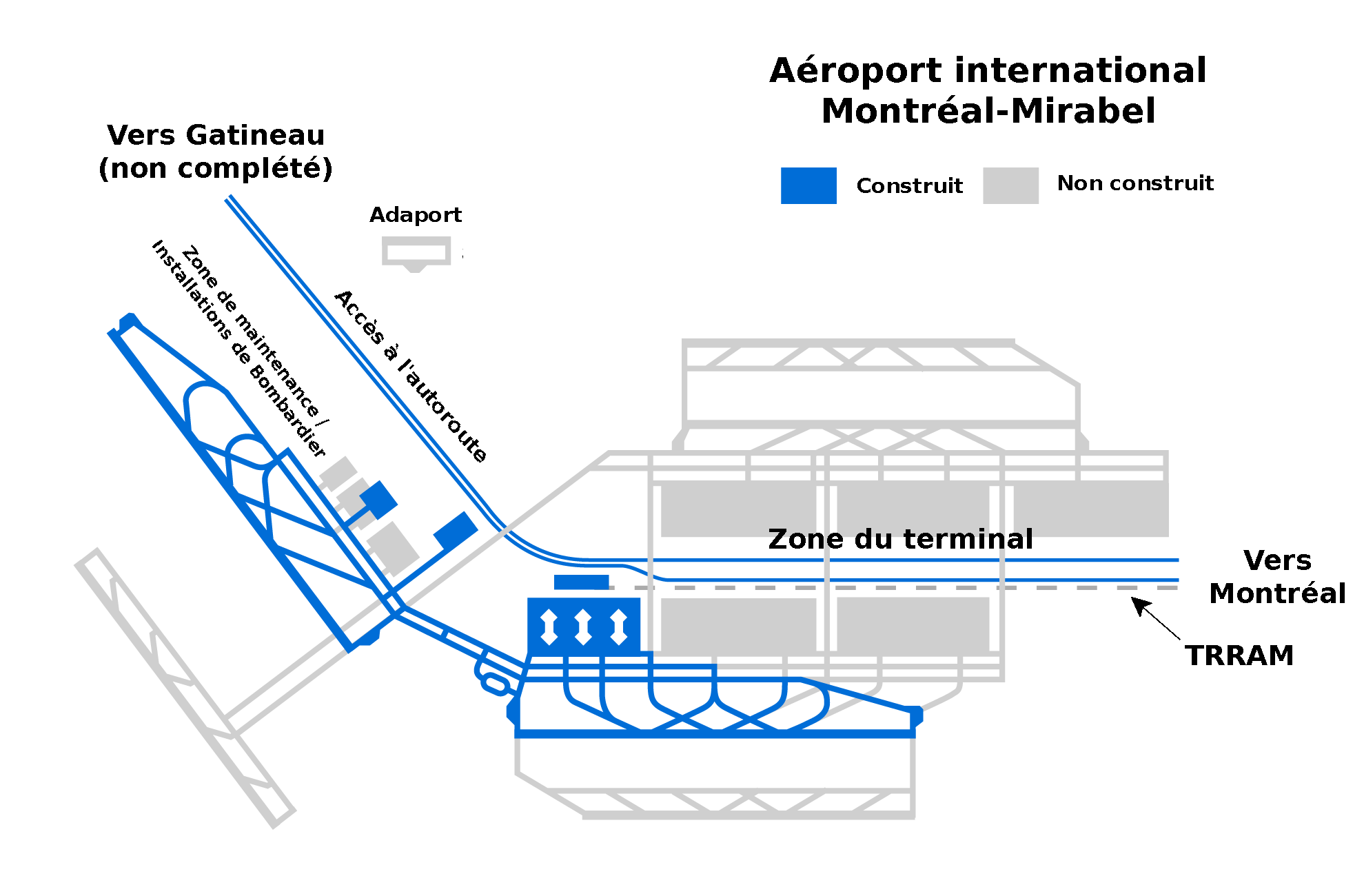
Aérogare et pistes construites en bleu et non construites en gris.

### Développement
À la fin des années 1960, l'augmentation du trafic aérien incite le gouvernement fédéral canadien à construire un nouvel aéroport pour délester l'aéroport de Dorval, en banlieue ouest de Montréal, qui devenait trop petit et surtout entouré de toutes parts dans une zone de plus en plus urbaine. On pense diviser le trafic aérien entre deux aéroports comme pour Orly et Charles-de-Gaulle en France. À l'époque, le gouvernement fédéral privilégiait d'abord le site de Vaudreuil-Dorion, plus précisément le parc industriel Joseph-Carrier, pour l'emplacement du nouvel aéroport. Toutefois, ce choix a été contesté par le gouvernement du Québec, qui s'y est opposé fermement, préférant plutôt un site situé au sud de Montréal, dans la région de Saint-Jean. Deux experts de l’Aéroport de Paris, consultés à cette occasion, ont même estimé qu'un second aéroport n'était pas nécessaire pour Montréal. Face à cette opposition, Ottawa a réorienté son choix vers le site des Basses-Laurentides (Sainte-Scholastique), mais le gouvernement provincial, sous l’Union nationale, a exprimé une certaine ambivalence. Bien que ce site ait été retenu, l'Union nationale favorisait Drummondville, plus proche de Québec et perçue comme une région francophone industrielle et relativement pauvre, ce qui en faisait un lieu prometteur pour le développement économique. Par conséquent, le gouvernement provincial cherchait aussi à satisfaire les attentes de ses électeurs de Drummondville, qui réclamaient l’aéroport dans leur région,.
Après de nombreux débats, c’est le 27 mars 1969 que le gouvernement fédéral annonce avoir choisi le site dans les Basses-Laurentides, comprenant un ensemble de paroisses, villages et comtés, pour y construire le nouvel aéroport international,. Ce territoire provient de la fusion, le 1er janvier 1971, de huit municipalités : Saint-Augustin, Saint-Benoît, Saint-Hermas, Saint-Janvier-de-Blainville, Sainte-Scholastique, Saint-Canut, Sainte-Monique, et Saint-Janvier-de-la-Croix,. Ce regroupement forme alors la ville de Sainte-Scholastique,. Ce territoire sera officiellement nommé Mirabel en décembre 1972. L'aéroport de Dorval conservera les vols à destination du Canada et des États-Unis. Le site retenu est en milieu agricole et en direction d'Ottawa, ce qui serait un avantage pour desservir cette ville.

### Expropriation
En 1969, le gouvernement fédéral libéral de Pierre Elliott Trudeau entame le processus d'expropriation de 97 000 acres de terrains pour la construction de l’aéroport de Mirabel, couvrant une superficie dix fois plus grande que celle finalement occupée par l'aéroport et ses infrastructures. Ce projet ambitieux, s’il avait été réalisé dans son intégralité, aurait fait de Mirabel le plus grand aéroport au monde. Près de 3 000 personnes, incluant un grand nombre d’agriculteurs et de résidents de plusieurs municipalités avoisinantes, sont expropriées, semant un mécontentement généralisé parmi la majorité des riverains,,.
L’application de la Loi sur l’expropriation fut marquée par des pratiques contestables et brutales. Les expropriés ont subi des menaces, du chantage, de la désinformation, et ont été confrontés à des incendies, des explosions provoquées, du harcèlement, des ordres d’éviction, et des poursuites judiciaires,. Un grand nombre d’agriculteurs, souvent peu scolarisés et perçus comme conservateurs et naïfs, ont été confrontés à une forme de violence psychologique dès l’arrivée des évaluateurs. Ces derniers, munis de l’autorité légale, exerçaient une pression intense et usaient de chantage pour forcer les ventes, laissant aux propriétaires peu d'alternatives et provoquant un profond sentiment d’impuissance,. Ces experts, représentant le gouvernement fédéral, se présentaient dans les foyers des propriétaires, cravate et mallette en main, pour faire signer des évaluations de leurs terres, parfois transmises depuis plusieurs générations,.
Les propriétaires étaient souvent incités à signer rapidement, sous prétexte d’éviter des « ennuis », et étaient avertis que leur refus de coopérer pourrait entraîner une baisse de l’offre ou un recours à la Cour fédérale,. Seulement 17 % des agriculteurs expropriés ont pu parcourir leurs terres avec l’évaluateur, comme cela devrait normalement se faire, et les expropriations ont été réalisées sans méthode uniforme, menant ainsi à des abus. Par ailleurs, les compensations offertes ne reflétaient pas la valeur réelle des terres, qui avaient considérablement augmenté dans la région environnante en raison de la demande croissante. En 1973, les expropriés recevaient finalement une lettre officielle du gouvernement les avisant de leur expropriation, et en 1975, la majorité des propriétaires n’avaient toujours pas reçu d’évaluation détaillée de leur bien. Cette démarche a provoqué un sentiment d’impuissance et de frustration chez les propriétaires, accentué par des documents incompréhensibles, des plans aux limites variables et des procédures administratives difficiles à suivre.

### Construction
La construction de l'aéroport de Mirabel débute en juin 1970, dans un projet d'envergure nécessitant la collaboration de 55 bureaux d’ingénieurs, d’architectes et d’experts-conseils pour la préparation des plans et devis. Environ 170 contrats de construction sont octroyés au cours des cinq années nécessaires à la réalisation de la première phase.
Les premiers travaux consistent en le déboisement et le déblaiement de 5 200 acres, avec un aménagement initial du site lancé le 5 juin 1970. En octobre 1970, le contrat pour la construction des pistes et des voies d’accès est attribué. Deux pistes de 12 000 pieds de longueur et 200 pieds de largeur sont construites en béton non armé, afin d’éviter les interférences des barres d’armature avec les signaux de la tour de contrôle. Chaque dalle des pistes comprend :
- 15 pouces de béton non armé;
- 4 pouces de pierres stabilisées avec du ciment;
- 5 pouces de pierres concassées;
- 8 à 18 pouces de sable.

Au total, chaque piste atteint une épaisseur de 4 à 5 pieds, assurant une durabilité maximale.
Les travaux des fondations du terminal commencent en février 1972. Le terminal, conçu dans une optique de simplicité et d'efficacité, mesure 300 pieds de profondeur sur 1 160 pieds de largeur pour minimiser les déplacements des passagers. Le design permet aux voyageurs de parcourir l'ensemble du processus en quelques minutes, avec une distance maximale de 280 pieds à parcourir. Il est conçu pour accueillir jusqu'à 3 300 passagers par heure.
Bien que le projet initial prévoyait plusieurs phases d'expansion, incluant un total de six terminaux passagers, l'aéroport ne dépassera jamais la première phase et conservera une seule et unique aérogare.

### Inauguration
L'inauguration officielle a lieu le 4 octobre 1975 en présence de nombreux dignitaires dont Pierre Elliott Trudeau, Jean Drapeau et Robert Bourassa. Construit en un temps record de 5 ans au coût de 500 millions de dollars, il est prêt à temps pour les Jeux olympiques d'été de 1976 à Montréal. Un Boeing 747-200 d'Air Canada est le premier avion à se poser sur la piste pour l'inauguration. Le lendemain, le Concorde franco-britannique de présérie F-WTSA 02 est la vedette de l'ouverture, avec André Turcat aux commandes.

### Déclin

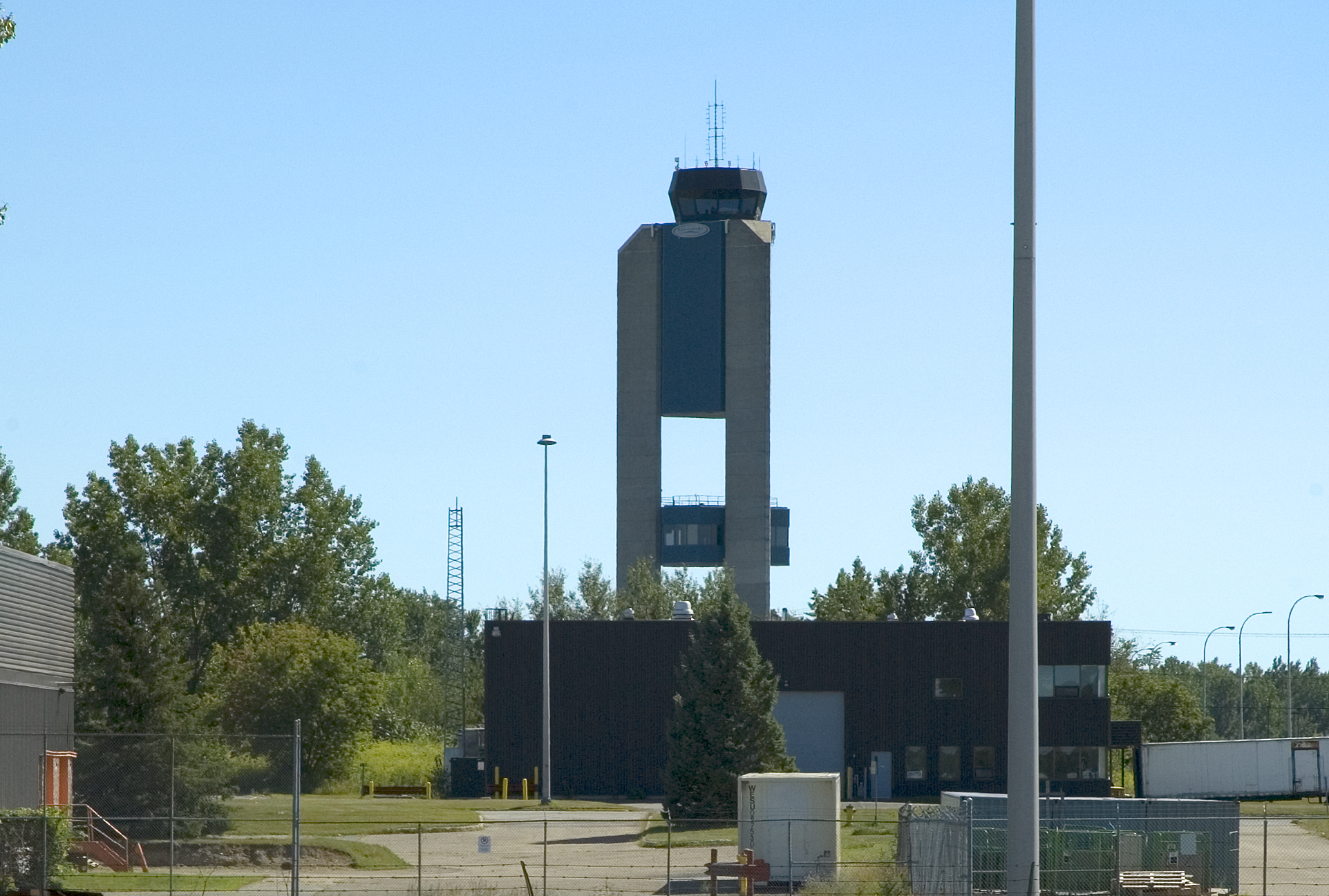
Tour de contrôle de YMX.

Le premier choc pétrolier porte un dur coup au transport aérien et Mirabel en subit les conséquences. Le fait de séparer d'une part les vols intérieurs (y compris ceux vers les États-Unis) et d'autre part les vols internationaux, respectivement à Dorval et à Mirabel, rend cet aéroport peu attrayant pour les voyageurs devant transiter entre les deux aéroports pour un même déplacement. De plus, la diminution graduelle du poids industriel et économique de Montréal au profit de la ville de Toronto ainsi que l'octroi de vols internationaux à cette dernière par le gouvernement fédéral assombrissent encore plus les perspectives de Mirabel. L'augmentation du nombre de vols ne se concrétise donc pas. On prévoyait de recevoir 40 millions de passagers en 2000 et passer à terme d'une aérogare et 2 pistes à six aérogares et 6 pistes.
D'autre part, le gouvernement provincial — plutôt favorable à un site au sud de Montréal, mieux desservi par le réseau d'autoroutes —, n'a pas construit les infrastructures routières et ferroviaires vers Mirabel ainsi qu'entre Dorval et Mirabel. Il ne termine pas l'autoroute 13 devant relier directement les deux aérogares. Cette dernière s'arrête sur l'autoroute 640, une autoroute de ceinture de la rive nord de Montréal, obligeant un détour par l'autoroute 15. Le gouvernement provincial n'a pas construit non plus l'autoroute 50 vers Ottawa (finalement construite des années plus tard). Il a également abandonné, faute de financement fédéral, la liaison ferroviaire rapide appelée Transport rapide régional aéroportuaire Montréal-Mirabel (TRRAMM). Le tout a créé des problèmes de desserte, et l'aéroport de Mirabel a progressivement périclité. Dès 1981, le gouvernement fédéral a lancé un programme de rétrocession d'une grande partie des terrains.
En juillet 1992, le gouvernement canadien a changé le mandat de Transports Canada, qui confie la gestion des aéroports à des organismes locaux. À Montréal, c'est Aéroports de Montréal (ADM) qui est chargé de la gestion, de l'exploitation et du développement des installations dans le cadre d'un bail foncier de 60 ans portant sur les aéroports de Dorval – devenu depuis Pierre-Elliott-Trudeau (YUL) – et de Mirabel.
En 1997, ADM annonce le transfert des vols de passagers vers Pierre-Elliott-Trudeau (YUL).

### Dernier vol passager
Le dernier vol passager a eu lieu le 31 octobre 2004 ; c'était le vol TS-710 d'Air Transat à destination de Paris. Les compagnies aériennes internationales avaient transféré petit à petit leurs vols passagers vers Toronto et Pierre-Elliott-Trudeau YUL. L'aéroport de Mirabel est aujourd'hui consacré exclusivement au transport de marchandises. L'aéroport international Pierre-Elliott-Trudeau de Montréal est à nouveau le seul aéroport international de passagers de Montréal, grâce à des aménagements supplémentaires.

### Changement de vocation

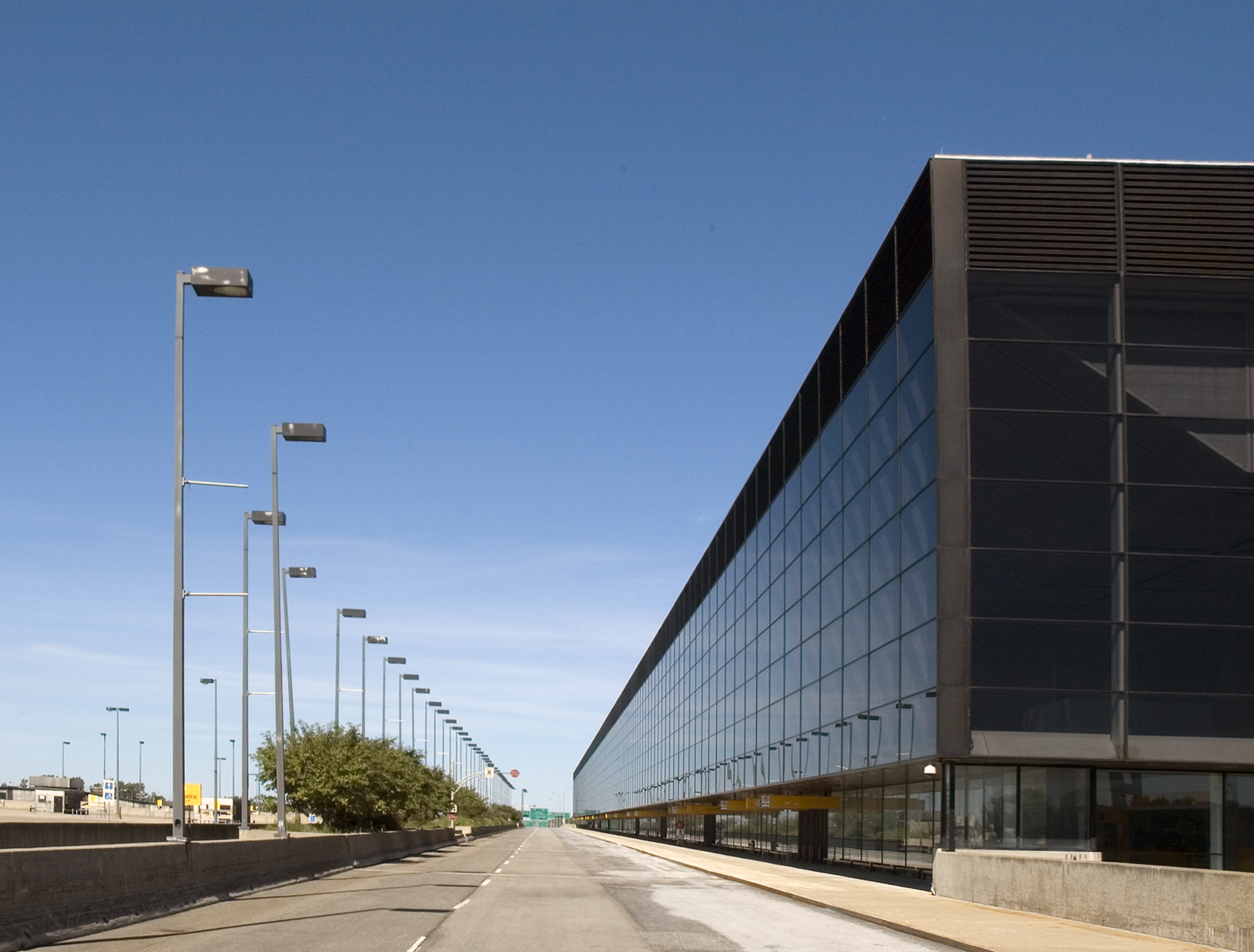
Aérogare inutilisée après 2004 et démolie fin 2014.

Des 97 000 acres (39 255 hectares) expropriés en 1969, 80 000 ont été rétrocédés par les premiers ministres Brian Mulroney (conservateur) en 1985 et 11 000 par Stephen Harper (conservateur) en décembre 2006,,. Le gouvernement fédéral ne garde plus que 6 000 acres (2 428 hectares), les constituants de l'aéroport.
En 2006, un consortium a proposé de transformer l'aérogare de Mirabel en vaste complexe récréo-touristique comprenant un centre commercial, un hôtel, une plage intérieure et des dômes géodésiques. Cela devait mettre fin aux activités aéroportuaires de l'aérogare. Cependant, en août 2009, les promoteurs de ce projet, appelé Rêveport et qui devait ouvrir ses portes en 2008, ont annoncé qu'il ne se réaliserait finalement pas, à cause de la crise financière de 2008.

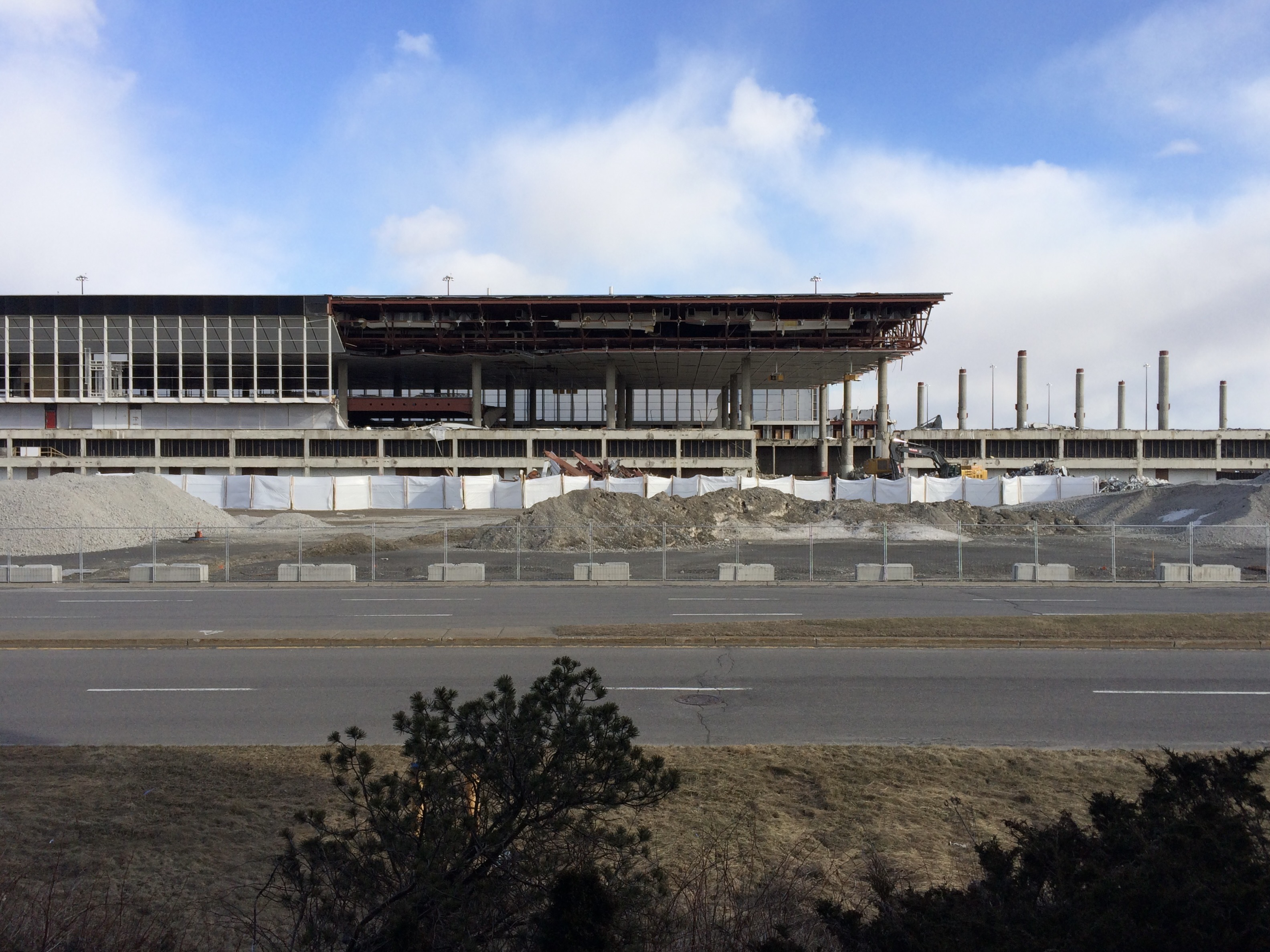
Démolition de l'aérogare.

La compagnie Aerolia Canada Inc., un constructeur français d'aérostructures, annonce en juin 2012 la construction d'une usine d'assemblage au Québec pour se rapprocher de son client canadien Bombardier. Celle-ci permettra de produire l'intégralité du fuselage central des Global 7000 et Global 8000, deux avions d'affaires, à partir de la mi-2013. À terme, 150 personnes travailleront sur ce programme, dont 100 ingénieurs de conception. L'un des objectifs d'Aerolia est de développer sa gestion de la chaîne logistique au Québec et sur le continent nord-américain pour le programme Global 7000 et 8000. C'est en 2013 que Mirabel a été désigné comme site d'assemblage.
Le 1er mai 2014, le conseil d’administration des Aéroports de Montréal, jugeant que l'aérogare « est désuète et que son potentiel de récupération à des fins commerciales autres qu’aéroportuaires est quasi nul et économiquement injustifié », décide que celle-ci sera démolie. La démolition ne sera approuvée par la municipalité de Mirabel qu'en octobre après de fortes réticences du milieu et sera complétée en août 2016. L'aéroport reste cependant ouvert au trafic cargo et aux activités des constructeurs aéronautiques.
L'aéroport de Mirabel offre aussi des services de vols passagers d'hélicoptère ainsi que le service pour vols privés. Une école de pilotage est aussi installée sur l'aéroport. De plus, Mirabel est l'aéroport de départ pour des vols quotidiens transportant des employés pour diverses compagnies par la compagnie aérienne Nolinor

### Recrudescence du trafic aérien à Mirabel
Entre 2008 et 2018, le trafic aérien à l'aéroport de Mirabel augmente de plus de 300 %. L'utilisation de l'aéroport par des vols passagers privés, des vols d'hélicoptère, vols de transport d'employés pour diverses compagnies, du transport aérien cargo, ainsi que des avions de services médicaux accroissent la fréquentation. De plus, l'augmentation du nombre d'écoles de pilotage et de l'activité des compagnies de construction aéronautique aux abords de l'aéroport contribuent à accroitre son activité.
Au début 2019, Transport Canada annonce donc la restauration et la réouverture de la tour de contrôle au trafic aérien de l'Aéroport de Mirabel, fermée depuis 2008. Des contrôleurs aériens sont donc formés pour la réouverture de cette tour de contrôle qui entre en service le 30 janvier 2020. La zone et l'aire de manœuvre redeviennent contrôlés quotidiennement de 6 à 22 h.

## Caractéristiques

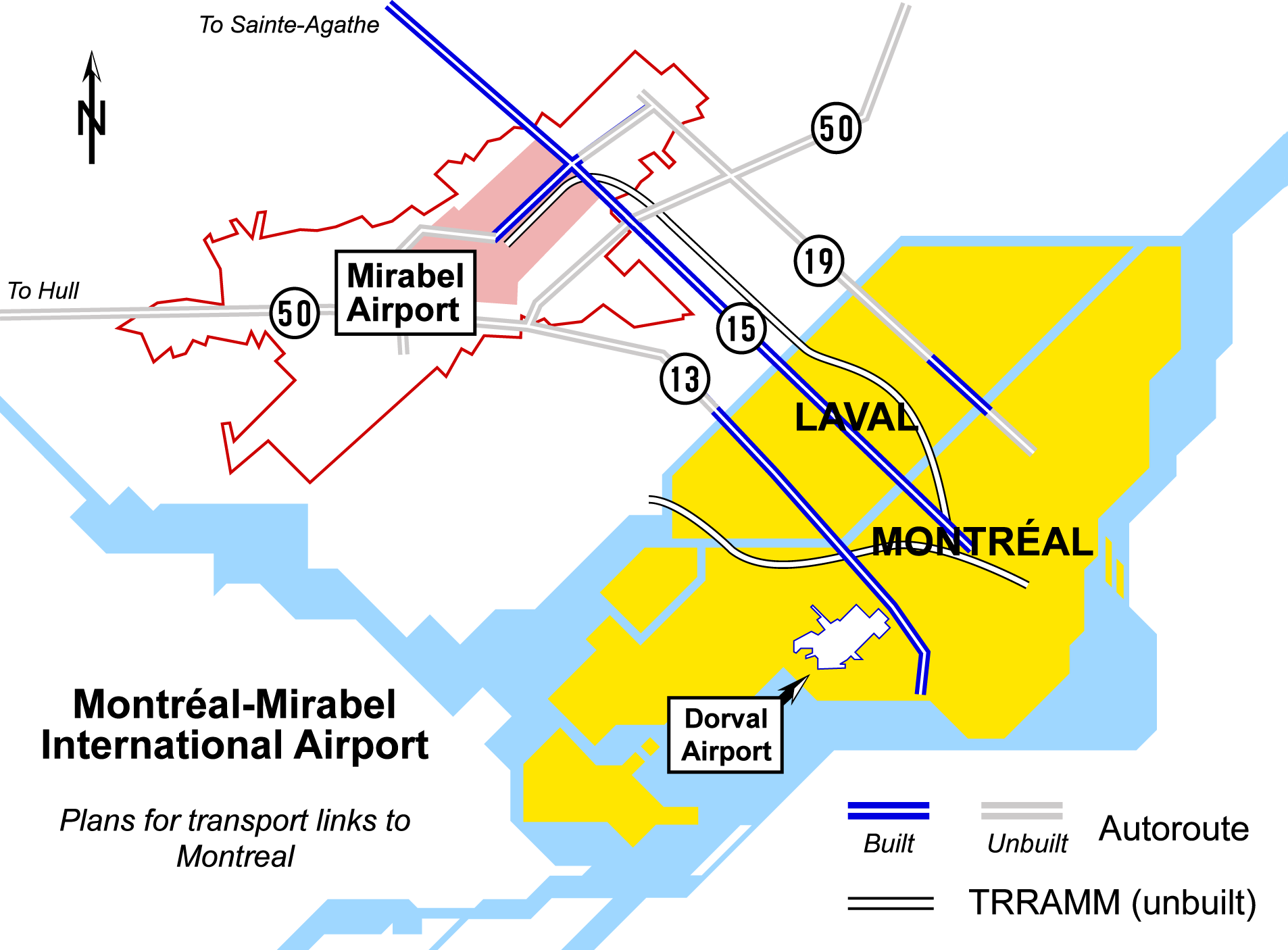
Emplacement de Mirabel (YMX) dans la région montréalaise.

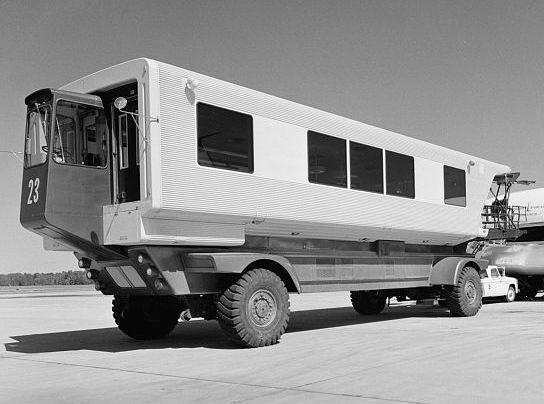
Passerelle mobile de l'aéroport Washington-Dulles similaire à celles de Mirabel.

L'aéroport international Montréal-Mirabel est situé à environ 40 km du centre-ville de Montréal. L'architecture de l'aérogare avait été confiée aux architectes Papineau, Gérin-Lajoie, Leblanc. Le terminal aéroportuaire de Mirabel était conçu comme modèle de salle d'attente mobile comme à l'aéroport international de Washington-Dulles, c'est-à-dire avec des salles mobiles, type d'autocar transbordeur transportant les passagers de l'aérogare à l'avion.
L'aéroport comprenait à l'origine deux pistes d'une longueur de 3 650 mètres et d'une largeur de 61 mètres : 06-24 et 11-29. Cependant, la zone de la piste 11-29 n'est maintenant ouverte que du 15 mai au 15 octobre, de jour seulement, ou jusqu'à la première tempête de neige. Cette piste n'accueille désormais que des vols VFR (vols à vue). La piste est aussi moins longue qu'auparavant avec 2 682 mètres contre 3 650 m à l'origine,.
Par ailleurs, une section de l'ancien tablier de stationnement des avions, du côté est, a été réaménagée en circuit de course automobile ICAR. Ces installations peuvent accueillir différents types de sports motorisés sur un circuit de 3,8 km et de 12 à 20 mètres de large à configurations multiples respectant les plus récentes normes de la FIA (Fédération internationale de l'automobile). Le site peut être l’hôte de présentations de voitures, de conduite d'essais privés, de conférences de fidélisation de la clientèle ou servir à d'autres fonctions du même type. Le site comprend aussi une piste consacrée au karting de 8 mètres de largeur et de 1,26 km de long avec 19 virages.
L'autre aéroport de Montréal, destiné au trafic de passagers, est maintenant l'aéroport international Pierre-Elliott-Trudeau de Montréal. Il y a également un aéroport régional à Saint-Hubert, sur la rive sud du Saint-Laurent.

## Apparitions

### Au cinéma
L'aéroport international Montréal-Mirabel a servi de lieu de tournage pour des films, notamment :
- Armen et Bullik, téléfilm de 1992 réalisé par Alan Cooke avec Roch Voisine, Mike Connors et Marushka Detmers[29] ;
- Les Boys II, film de 1998 réalisé par Louis Saia. Une scène est tournée dans le terminal de l'aéroport alors que Les Boys quittent le Québec pour se rendre à Chamonix, en France, afin de participer à une compétition de hockey sur glace.
- Les Boys III, film de 2001 réalisé par Louis Saia. Une scène se déroule dans le stationnement souterrain et le terminal de l'aéroport, où Léopold (interprété par Michel Charette) vient chercher son père, Stan (joué par Rémy Girard), de retour de Chamonix trois ans après la compétition.
- Le Chacal, film de 1997 réalisé par Michael Caton-Jones, d'après le roman Chacal de Frederick Forsyth, 1971 en France dans la collection Mercure de France. Avec Bruce Willis, Richard Gere, Sidney Poitier, J. K. Simmons, etc. Tourné en grande partie à Montréal.
- Le fantôme de Mirabel, film documentaire de 2010 réalisé par Louis Fortin et Éric Gagnon-Poulin sur l'expropriation de terrains de Mirabel[30] ;
- Le Terminal, film de 2004 réalisé par Steven Spielberg avec Tom Hanks, où Mirabel joue le rôle de l'aéroport JFK à New York[31] ;
- Hold-up, film de 1985 réalisé par Alexandre Arcady avec Jean-Paul Belmondo, Guy Marchand, Kim Cattrall, Jean-Pierre Marielle, Jacques Villeret[32] ;
- Espion junior, film de 1991, mettant en vedette Richard Grieco. L'aéroport de Mirabel devait alors représenter un aéroport de Paris[33] ;
- Warm bodies, film de 2013.

D'autres films (ou scènes de film) ou clip-vidéos québécois furent également tournés dans l'aérogare :
- le vidéo-clip de la chanson Hélène, de Roch Voisine, en 1989.

### Dans la chanson
- L'aéroport de Mirabel est cité dans la chanson Monopolis, tiré de l'opéra-rock Starmania de Luc Plamondon et Michel Berger.
- Les deux aéroports de Montréal sont aussi cités par Robert Charlebois dans sa chanson Entre Dorval et Mirabel[34], et par Didier Barbelivien dans sa chanson Revoir Montréal.
- L'aérogare de Mirabel est décrit par Plume Latraverse dans sa chanson Le retour d'Hector[35] de l'album Chansons pour toutes sortes de monde.
- L'aéroport et ses salles mobile sont cités par Avec pas d'casque[36] dans la chanson Apprivoiser les avions de l'album Astronomie.
- Mes Aïeux évoque "le crash de Mirabel" dans leur chanson 2096 (chanson à boire) de leur album Ça parle au diable.